# Robert B. F. Peirce
Robert Bruce Fraser Peirce (* 17. Februar 1843 in Laurel, Franklin County, Indiana; † 5. Dezember 1898 in Indianapolis, Indiana) war ein US-amerikanischer Politiker. Zwischen 1881 und 1883 vertrat er den Bundesstaat Indiana im US-Repräsentantenhaus.

## Leben
Robert Peirce besuchte die öffentlichen Schulen seiner Heimat. Zeitweise wurde er aber auch privat unterrichtet. Während des Bürgerkrieges war er Leutnant in einer Freiwilligeneinheit aus Indiana. Später setzte er seine Ausbildung am Wabash College in Crawfordsville fort. Nach einem anschließenden Jurastudium in Shelbyville und seiner im Jahr 1866 erfolgten Zulassung als Rechtsanwalt begann er ab 1867 in Crawfordsville in diesem Beruf zu arbeiten. In den Jahren 1868, 1870 und 1872 wurde er zum Staatsanwalt im Montgomery County gewählt.
Politisch war Peirce Mitglied der Republikanischen Partei. Bei den Kongresswahlen des Jahres 1880 wurde er im achten Wahlbezirk von Indiana in das US-Repräsentantenhaus in Washington, D.C. gewählt, wo er am 4. März 1881 die Nachfolge von Abraham J. Hostetler antrat. Da er im Jahr 1882 nicht bestätigt wurde, konnte er bis zum 3. März 1883 nur eine Legislaturperiode im Kongress absolvieren. Nach seinem Ausscheiden aus dem US-Repräsentantenhaus praktizierte Peirce wieder als Anwalt. Später war er Konkursverwalter der Eisenbahngesellschaft Toledo, St. Louis & Western Railway. Robert Peirce starb am 5. Dezember 1898 in Indianapolis und wurde in Crawfordsville beigesetzt.